# Lodewijk van Savoye-Nemours
Lodewijk van Savoye-Nemours (1620 - 16 september 1641) was van 1632 tot aan zijn dood hertog van Genève en hertog van Nemours en van 1638 tot aan zijn dood hertog van Aumale. Hij behoorde tot het huis Savoye.

## Levensloop
Lodewijk was de oudste zoon van hertog Hendrik I van Savoye-Nemours en hertogin Anna van Aumale.
In 1632 werd hij na de dood van zijn vader hertog van Genève en Nemours en na het overlijden van zijn moeder erfde hij in 1638 het hertogdom Aumale.
In 1641 stierf Lodewijk op 21-jarige leeftijd, ongehuwd en kinderloos. Zijn jongere broer Karel Amadeus volgde hem op.